# Дрогобицький завод автомобільних кранів
ПАТ «Дрогобицький завод автомобільних кранів» — потужне машинобудівне підприємство, одне з найбільших у західному регіоні України, що спеціалізується на виготовленні вантажопідіймальної техніки на шасі МАЗ, КрАЗ і КамАЗ

## Історія
У другій половині 1959 року у Дрогобичі, за проектом Київського Укрдержпрому розпочалося спорудження заводу пральних машин. Незакінчений об'єкт у 1962 році був переданий Львівському раднаргоспу. Тоді його виробничі площі з допоміжними спорудами становили близько 10 тисяч м2, готовність яких була доведена до 70 %. У 1963 році на цих площах був організований цех № 36 Львівського заводу автонавантажувачів по випуску комплектуючих до автомобільних кранів.

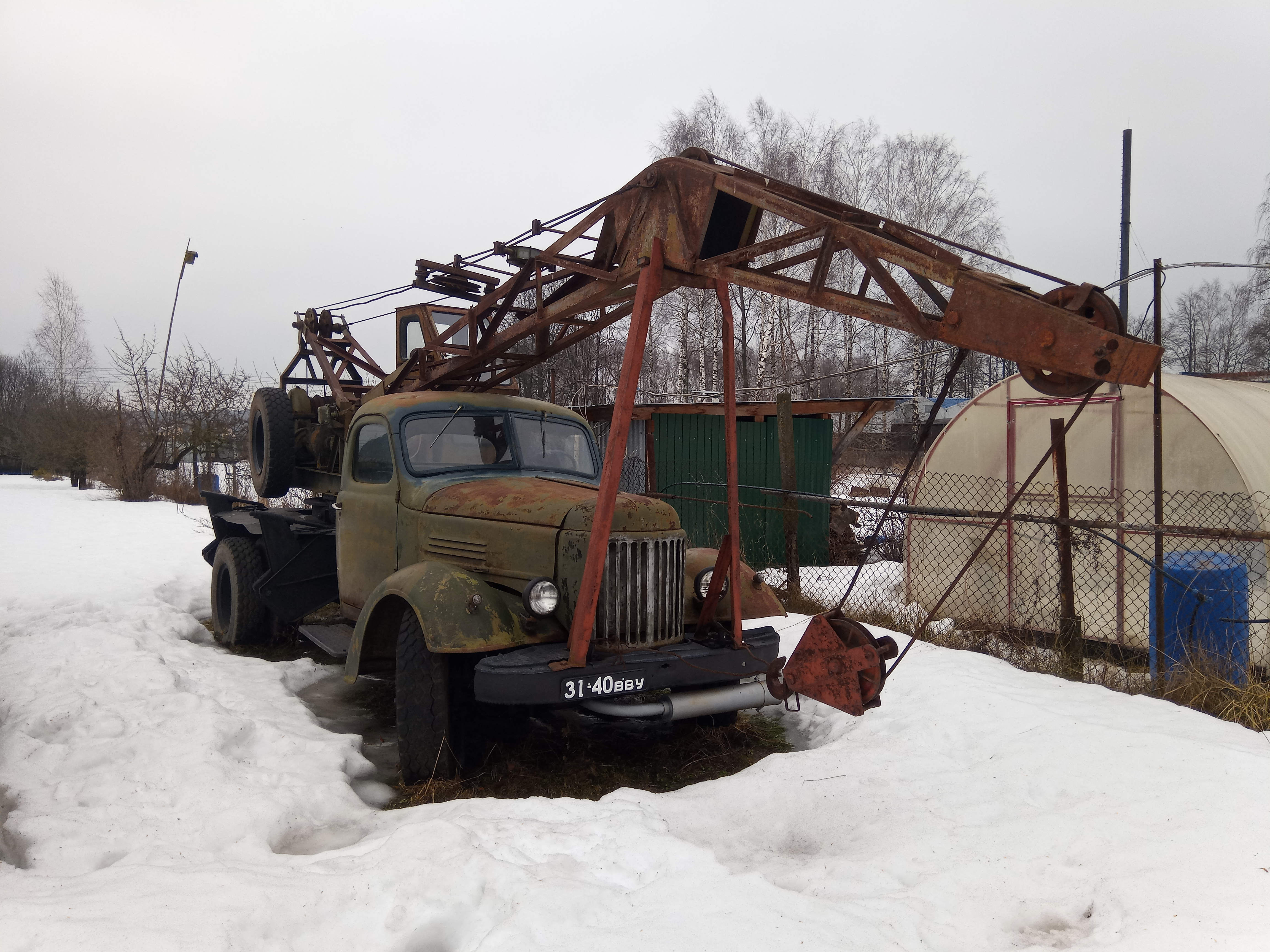
ЛАЗ-690

10 листопада 1965 створено підприємство «Дрогобицький автокрановий завод» шляхом відокремлення цеху № 36 Львівського заводу автонавантажувачів. Новому підприємству передано незавершене будівництво заводу пральних машин у північно-східній частині Дрогобича. 6 січня 1966 підприємство перейменовано у «Дрогобицький завод автомобільних кранів», а через два місяці виготовлено перший автокран ЛАЗ-690 вантажопідйомністю 3 тонни на шасі ЗІЛ-164 А.
Модернізовано у 1967 році автокран ЛАЗ-690А, збільшено його вантажопідйомність до 4 тонн. Новий автокран входить в серію як К-46 на шасі ЗІЛ-130. Протягом року виготовлено 3 250 автокранів цієї моделі. Дрогобицькі автокрани почали поставляти в усі регіони колишнього СРСР.

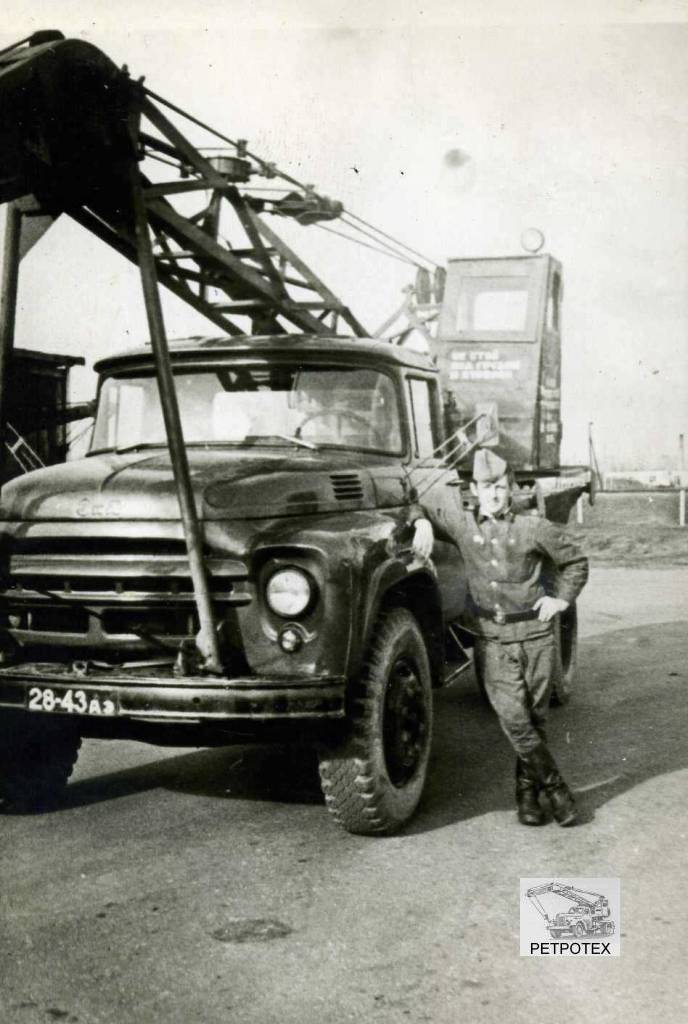
К-46

У 1971 році на виставці ВДНГ СРСР у м. Москва продемонстровано нову модель автокрана КС-2561Е вантажопідйомністю 6,3 тонни на шасі ЗІЛ-130. Протягом року випущено 2 917 автокранів цієї моделі. Крани експортували в Угорщину, Болгарію, Монголію, Корею, Іран, В'єтнам та інші країни.
У 1973 освоєно випуск першого автокрана з гідравлічним приводом моделі КС-2571Е вантажопідйомністю 6,3 тонни на шасі ЗІЛ-130, який в цьому ж році демонструють на ВДНГ СРСР у Москві, а також на міжнародних виставках у Болгарії, Угорщині, Югославії, Польщі.
Впроваджено в серійне виробництво, з 1982 року, новий автокран КС-3575А вантажопідйомністю 10 тонн на шасі ЗІЛ-133ГЯ, який згодом став найбільш популярним, по суті, візитівкою підприємства.
1984 року розпочато випуск автокранів КС-4574 вантажопідйомністю 20 тонн на шасі КАМАЗ. Цей кран відрізнявся від попередників поліпшеними швидкісними та експлуатаційними параметрами, збільшеною висотою підіймання вантажу. Укомплектований мікропроцесорним обмежувачем вантажопідйомності, опалювальною установкою.
Успішною діяльністю підприємства у 1989 році зацікавилась найвідоміша у світі компанія-виробник кранів «LIEBHERR». Дрогобицький автокрановий відвідав засновник цієї компанії Ганс Лібхер. Ключовою темою переговорів було виготовлення на потужностях ДЗАК гідроциліндрів та інших комплектуючих для німецьких кранів.
1994 автокран КС-4574 модернізовано в нову модель КС-4574А. Вантажопідіймальність збільшено до 22,5т. Розширено модельний ряд шасі для монтажу автокранів. Модель КС-4574А почали встановлювати на шасі КрАЗ-250, КрАЗ-255Б, КрАЗ-260.
Дрогобицькі автокрани ідентифіковано брендом «СИЛАЧ» та логотипом «DAK» у 2003. Абревіатуру змінено з КС на КТА (кран телескопічний автомобільний). Розпочато випуск автокранів КТА-14, КТА-16 на шасі МАЗ, КрАЗ, КАМАЗ.
З 2005 у серійне виробництво впроваджено автокран КТА-18 вантажопідіймальністю 18т на шасі МАЗ, КрАЗ, КАМАЗ.
2006 розроблено кран-маніпулятор «ПРАКТИК КМ-9,8» та виготовлено його дослідні взірці. В серійне виробництво впроваджено автокран КТА-25 вантажопідіймальністю 25т на шасі МАЗ, КАМАЗ, КрАЗ.
У 2007 на виставці «СТТ-2007», м. Москва, продемонстровано автокран КТА-32 вантажопідіймальністю 32т, обладнаний 4-х секційною стрілою.
У 2008 дрогобицький автокран вперше змонтовано на шасі не радянського виробника — Ford Cargo 3430D.
Створено 2009 року спільні підприємства зі складання і продажу автокранів «СИЛАЧ» в Індії та Білорусі. З заводу відправлено перші партії машкомплектів кранових установок для монтажу на шасі місцевих виробників.
Спільно з словенською фірмою «SMM» у 2010 році розроблено та виготовлено перший взірець баштового самомонтуючого крана КБА-201 «ФОРТІС». Вперше автокрани почали комплектувати стрілами з гнутого профілю та радіодистанційним управлінням.
В серійне виробництво у 2011 році запущено автокран КТА-50 в/п 50т, з 5-ти секційною стрілою з гнутого профілю сталі DOMEX 960. Робочі операції виконуються джойстиками, кран укомплектований радіодистанційним управлінням. Завдяки сучасному дизайну і характеристикам кран не поступається європейським аналогам.Розпочато випуск нового виду техніки. Сміттєвози з об'ємом бункера 15,5 м³ із заднім завантаженням побутових відходів широко затребувані в комунальному господарстві.
У червні 2018 року на заводі розпочалися роботи з відновлення виробництва. З цього приводу 5 червня на території підприємства відбулася зустріч української та білоруської делегацій на чолі із заступником міністра промисловості Білорусі Дмитром Корчиком та заступником Міністра економічного розвитку і торгівлі України Юрієм Бровченком.
Зазначено, що роботи з відновлення підприємства розпочнуться з 1 липня, а вже у жовтні-листопаді в експлуатацію запустять третину заводу, де виготовляють автокрани; решту виробництва планують запустити згодом. Загалом на початковому етапі буде створено 300 робочих місць, а за умови відновлення функціонування підприємства в повному обсязі їхня кількість сягне 1 тис.
У лютому 2019 року завод відновив виробництво та вже готує власну спецтехніку до випробувань у Збройних силах України.
У грудні 2019 року завод передав до ЗСУ чергову партію капітально відремонтованих кранів на замовлення Міністерства Оборони. В цій партії надійшли автокрани КС-3575А на шасі автомобіля КамАЗ та КС-3575А-1 на шасі вантажівки КрАЗ.

## Колектив
Станом на 1 січня 2011 року робочий персонал підприємства налічував 982 працівників, виробничі площі становили 54 тис. кв. метрів. 11 виробничих цехів підприємства забезпечували повний технологічний цикл виробництва автокрана — від виготовлення деталей вузлів до складання, випробування і фарбування.
Станом на 7 листопада 2016 року кількість працівників, що офіційно числяться на підприємстві, зменшилась до 406 осіб.

## Продукція

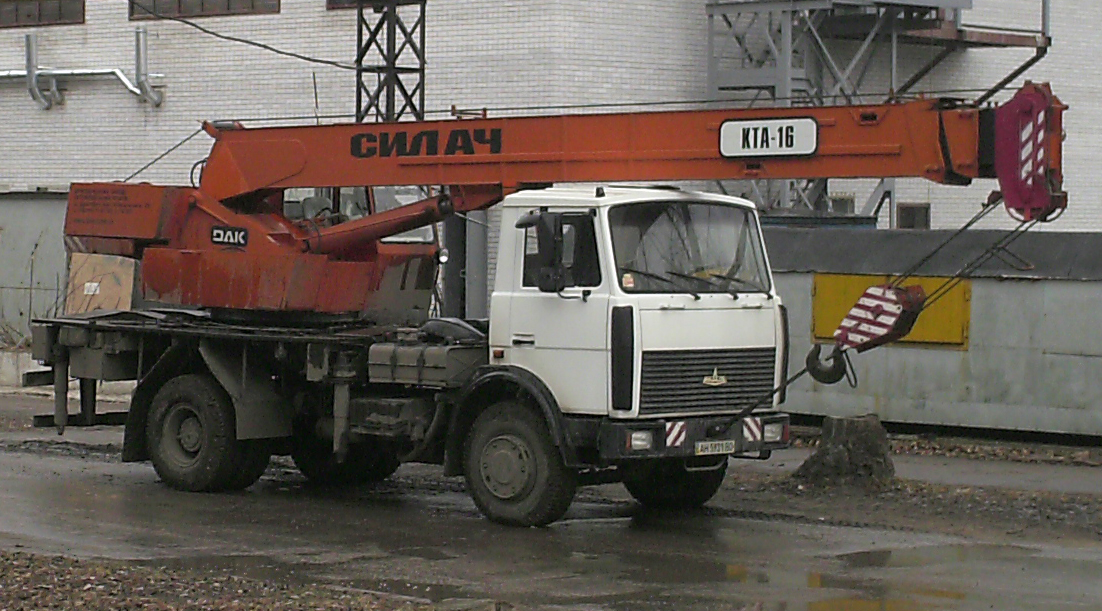
Автокран КТА-25 на шасі КрАЗ-6322

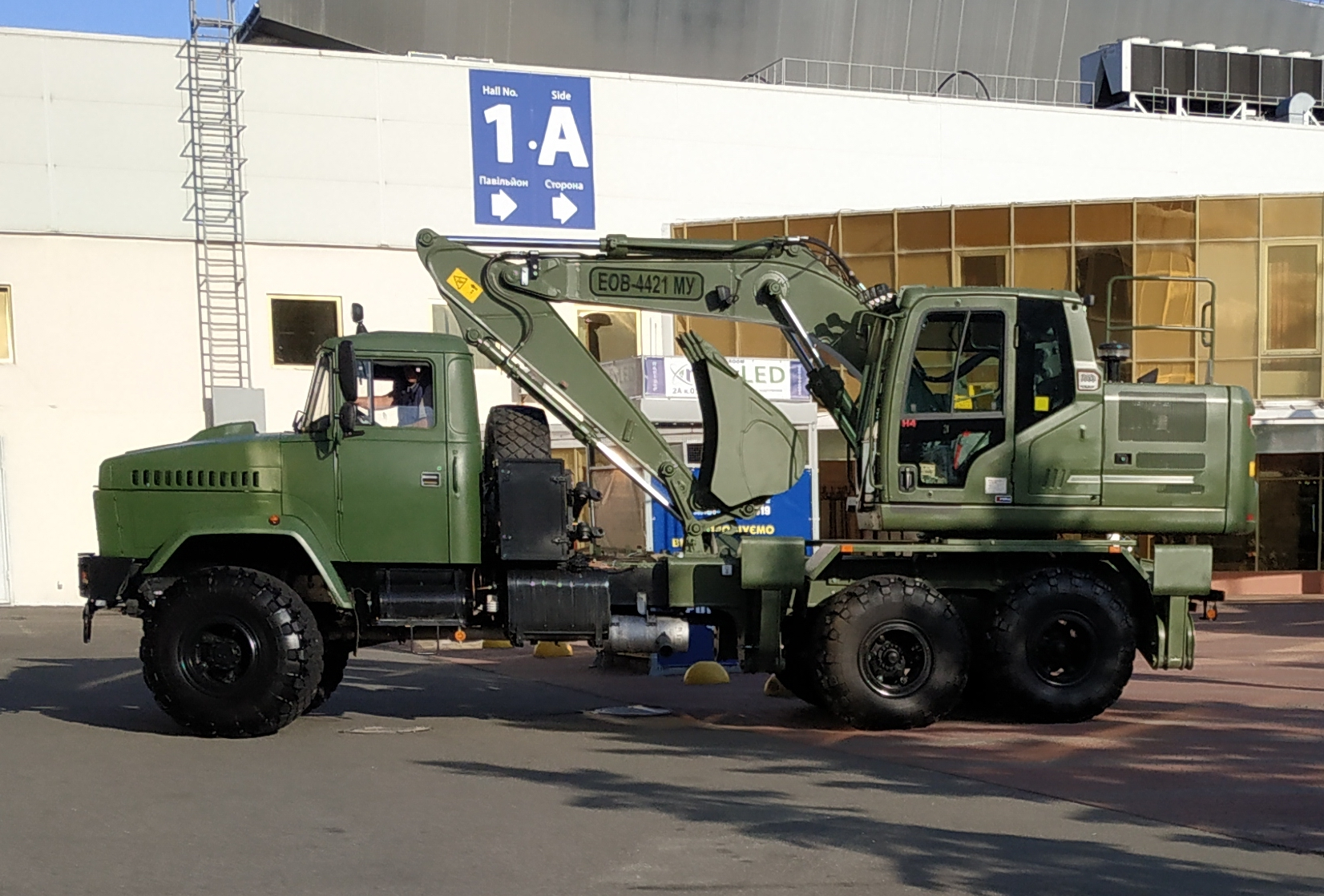
Екскаватор ЕОВ-4421МУ на шасі КрАЗ-6322

Виробнича потужність підприємства розрахована на випуск до 1200 шт. гідравлічних автокранів в рік та до 60 тис. шт. в рік гідроциліндрів з діаметром до 200 мм і ходом штока до 7000 мм. Технологічне обладнання виробничих підрозділів забезпечує рівень якості продукції, що відповідає міжнародним стандартам.
Основною продукцією підприємства є модельний ряд автомобільних кранів вантажопідіймальністю 18 т, 25 т, 28 т, 32 т, 35 т, 50 т, 90 т відомих під торговою маркою «СИЛАЧ», на шасі МАЗ, КрАЗ, КАМАЗ, FORD Cargo, Tatra, MAN різних модифікацій. ПАТ «ДЗАК» також виготовляє баштові крани швидкого монтування КБА-201 «ФОРТІС», крани-маніпулятори, гідроциліндри, запасні частини, різні види металоконструкцій.
ПАТ «ДЗАК» реалізовує свою продукцію як на внутрішньому ринку, так і виступає суб'єктом зовнішньоекономічної діяльності. Збільшення обсягу експорту і підвищення якості продукції — основні напрямки розвитку ПАТ «ДЗАК». Продукція підприємства сертифікована в Євросоюзі, Росії, Білорусі. Експортні поставки автокранів здійснюються через розгалужену дилерську мережу і торгові представництва, які крім України, функціонують в Казахстані, Російській Федерації, Білорусі, Азербайджані, Латвії, Литві, Узбекистані, Туркменістані, Грузії, а також Чехії, Румунії, Польщі, Болгарії. Спільні підприємства з виготовлення автокранів успішно функціонують в Індії та Білорусі. Гарантійне і технічне обслуговування автокранів проводиться в сервісних центрах, акредитованих ПАТ «ДЗАК».
Підприємство є постійним учасником престижних спеціалізованих виставок в Україні і за кордоном, таких як «Будтех» м. Київ, «СТТ» м. Москва, «Autotech» Чехія, «Міжнародний технічний ярмарок» Болгарія, «MinTech» Казахстан, «СтройЕкспо» Білорусь та інших, демонструючи на них власні технічні досягнення.
Завод має власний залізничний вузол, що сприяє відвантаженню автокранів безпосередньо з території заводу. Велика увага приділяється заводом випуску сільськогосподарської техніки. Завод освоїв випуск косарки роторної, косарки однобрусової, плугів дво та трикорпусних, картоплекопача тракторного.
За час існування підприємства у виробництві освоєно п'ятнадцять моделей автомобільних кранів, починаючи з механічних автокранів вантажопідіймальністю 3т, 4т, 6,3т, та 8т. З 1973 року здійснено перехід на виготовлення автокранів з гідроприводом вантажопідіймальністю 10т, 14т, та 20т.

## Технічні можливості
Високий рівень технології і виробництва дозволяє випускати надійні в експлуатації підіймальні механізми, які користуються попитом як в Україні, так і за її межами.
На заводі розвинуте заготівельно-пресове виробництво, виконуються з високою якістю зварювальні роботи, освоєні сучасні технології механічної обробки, холодного штампування, плазмового різання листового і сортового прокату, гальванічної і термічної обробки, складальних та фарбувальних процесів. На заводі встановлені багатотонні преси, автомати для механічної обробки і штампування, електроерозійне обладнання для виготовлення штампів і прес-форм в інструментальному виробництві. З введенням сучасної лінії гальванопокриття, здійснюється прогресивна технологія виготовлення гідроциліндрів. Лабораторія зварювання систематично працює над впровадженням у виробництво сучасних зварювальних технологій, за допомогою сучасних методів і приладів здійснює контроль якості продукції.
Технологічні можливості підприємства дозволяють виготовляти різноманітні вироби, а саме:
- гідроциліндри з діаметром поршня 40—200 мм / ходом штока до 7000 мм / гідравлічним тиском до 25 МПа, гідроциліндри виготовляються із сталей з граничним напруженням 40 кгс/см²;
- металоконструкції масою до 2 т, які виготовляються із сталей граничним напруженням до 47 кгс/см²;
- деталі типу валів, бандажів діаметром до 2 м;
- вироби з алюмінію масою до 3 кг і площею до 400 см²;
- вироби з пластмас, які виготовляються на термопластавтоматах з об'ємом впорскування пластичної маси 125 см³, 250 см³.

Гальванічне виробництво дозволяє виконувати:
- хромування деталей діаметром 80 мм і довжиною до 7000 мм, яке здійснюється в проточному електроліті, при цьому забезпечується товщина покриття до 36 мкм;
- нікелювання деталей;
- електрогальванічне оцинкування деталей.

Завод має можливість надання послуг з виготовлення деталей методом механічної обробки, гальванопокриття, ремонту і виготовлення нестандартного обладнання, виготовлення оснащення для вантажопідіймальних механізмів.
Завод постійно працює над розширенням номенклатури виробів, покращанням експлуатаційних характеристик, комфортабельності, надійності. Конструкторське бюро підприємства реалізує будь-які додаткові вимоги замовника.
Для активізації виробництва здійснюються роботи по впровадженню нової номенклатури виробів для задоволення потреб споживачів в сільському, лісовому та нафтогазовому господарствах України.

## Соціальна інфраструктура
Соціальна інфраструктура підприємства включає в себе оздоровчу базу в мальовничому куточку Карпат, санаторій «Едельвейс» і сучасний плавальний басейн «Синевир».

## Директори Дрогобицького заводу автомобільних кранів (з 1965)
- 1965—198.6 Махоркін Микола Миколайович
- 198.8—199. Сисин Роман Іванович

## Сучасний стан
29 грудня 2017 року Господарський суд Запорізької області визнав підприємство банкрутом і відкрив ліквідаційну процедуру. Ліквідатором призначено голову ліквідаційної комісії, Букрєєва Ігоря Ігоровича.
Станом на 15 січня 2018 року підприємство знаходиться в стані припинення.
У червні 2018 розпочали відновлення заводу, а у лютому 2019 року завод відновив виробництво.